# Craon, Vienne

Craon este o comună în departamentul Vienne, Franța. În 2009 avea o populație de 204 de locuitori.